# Purpurnektarkrypare
Purpurnektarkrypare (Cyanerpes caeruleus) är en fågel i familjen tangaror inom ordningen tättingar.

## Utbredning och systematik
Purpurnektarkrypare delas in i fem underarter:
- C. c. caeruleus – förekommer från ostligaste Panama till Venezuela, Guyana och nordöstra Brasilien
- C. c. chocoanus – förekommer i tropiska västra Colombia och västra Ecuador
- C. c. microrhynchus – förekommer från östra Colombia till södra Venezuela, norra Bolivia och västra Amazonområdet (Brasilien)
- C. c. longirostris – förekommer på Trinidad
- C. c. hellmayri – förekommer i högländerna i Guyana

## Status och hot
Arten har ett stort utbredningsområde, men tros minska i antal, dock inte tillräckligt kraftigt för att den ska betraktas som hotad. Internationella naturvårdsunionen IUCN listar arten som livskraftig (LC). Beståndet uppskattas till i storleksordningen fem till 50 miljoner vuxna individer.

## Bilder

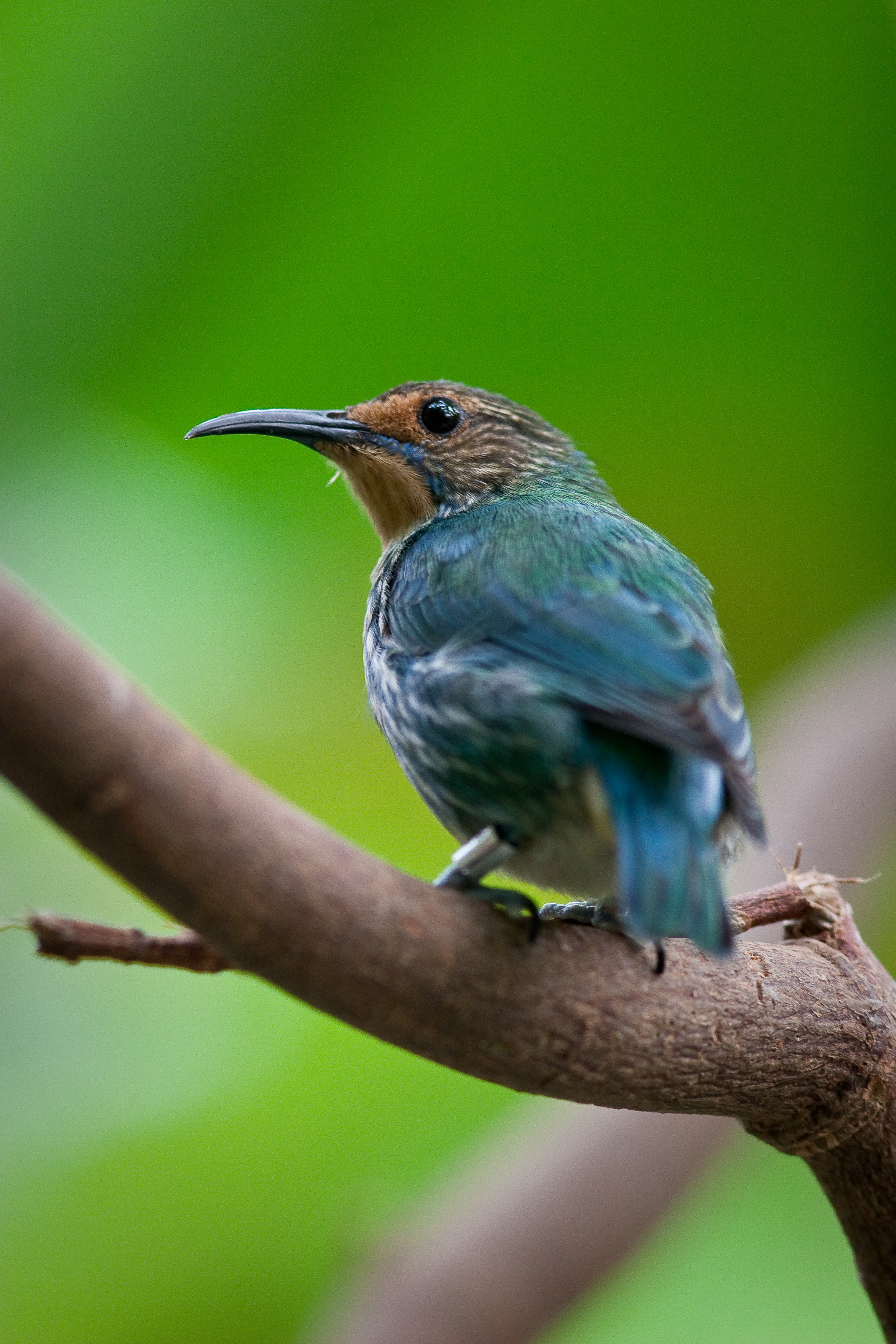
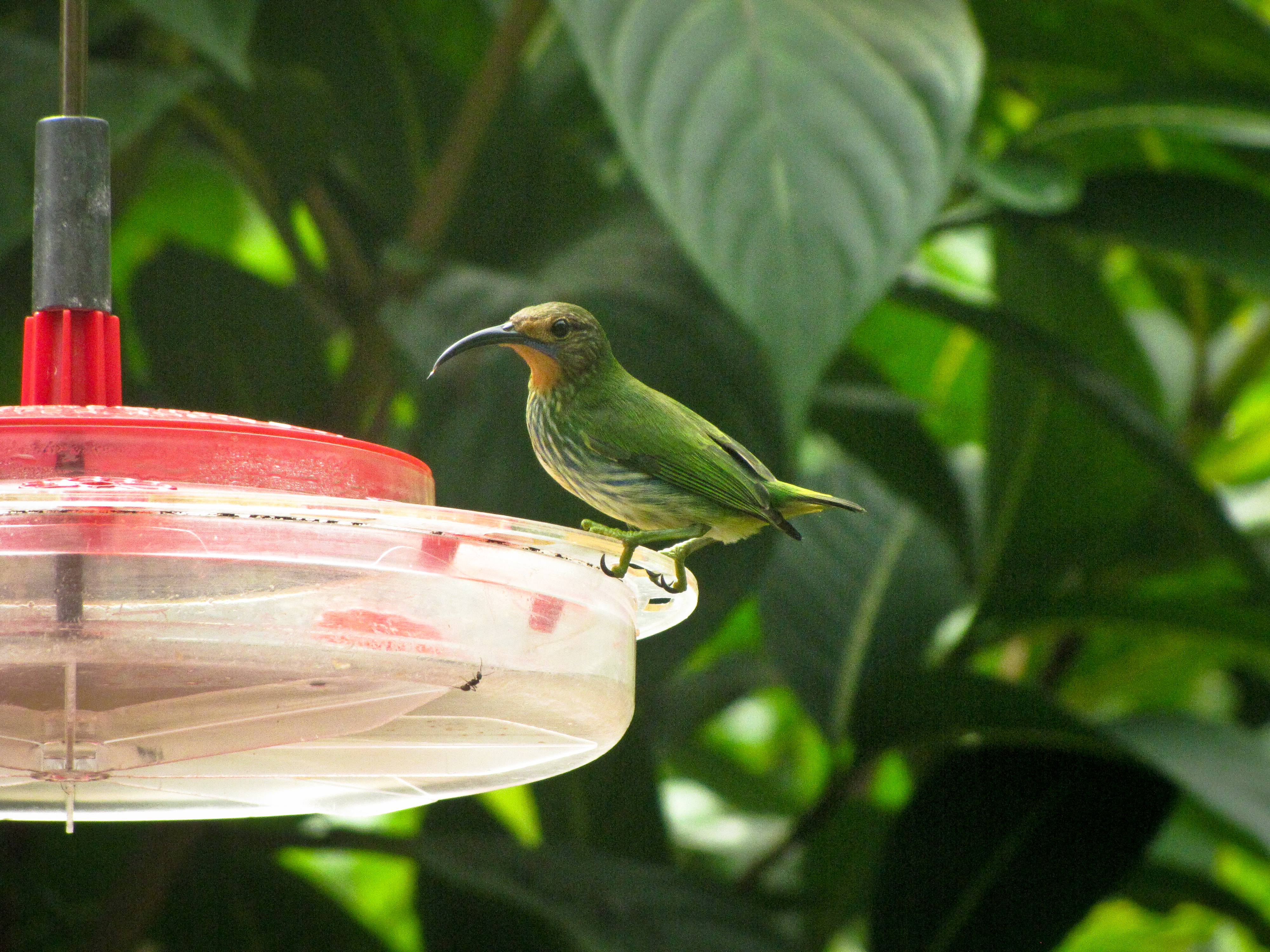
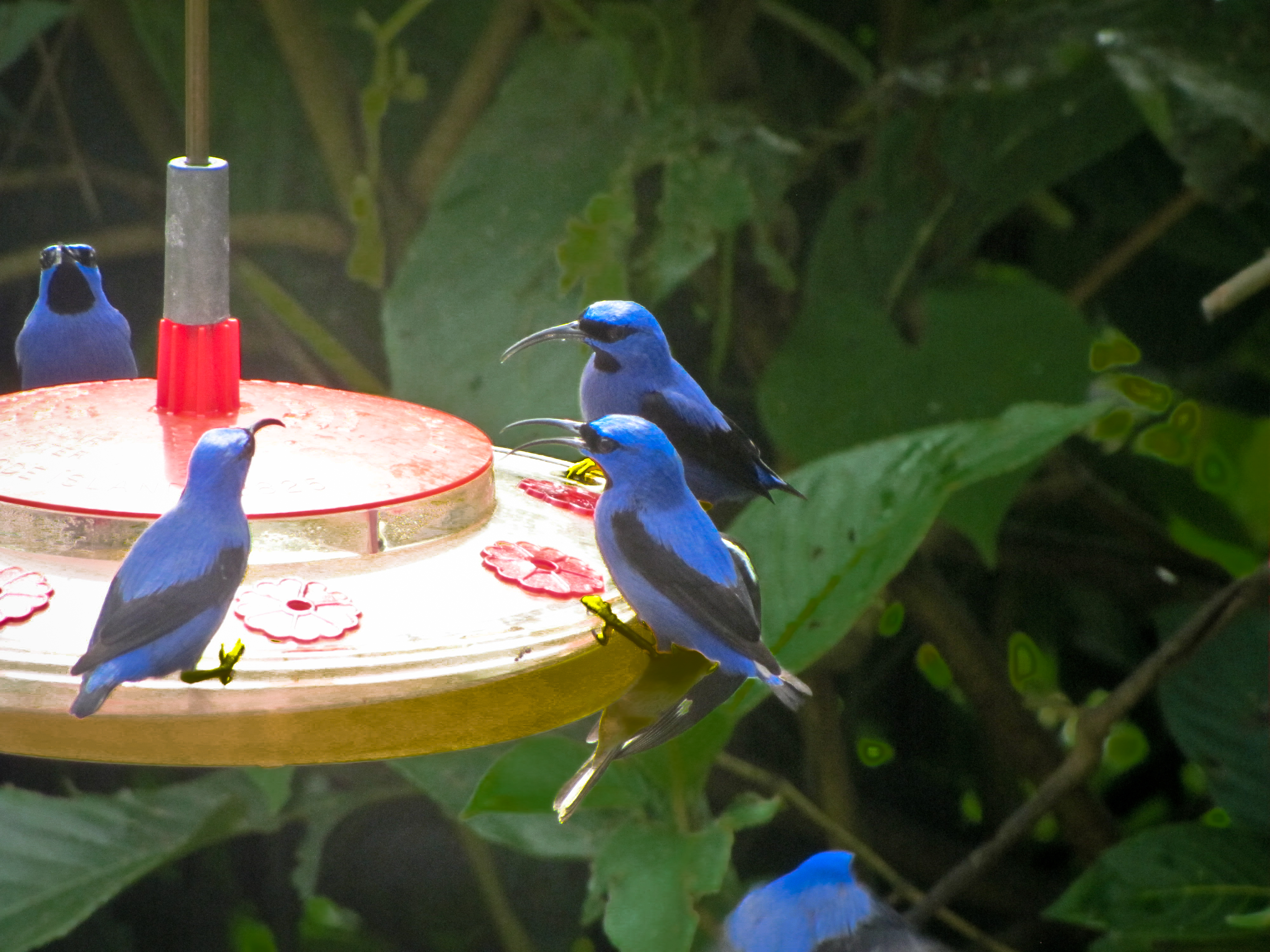
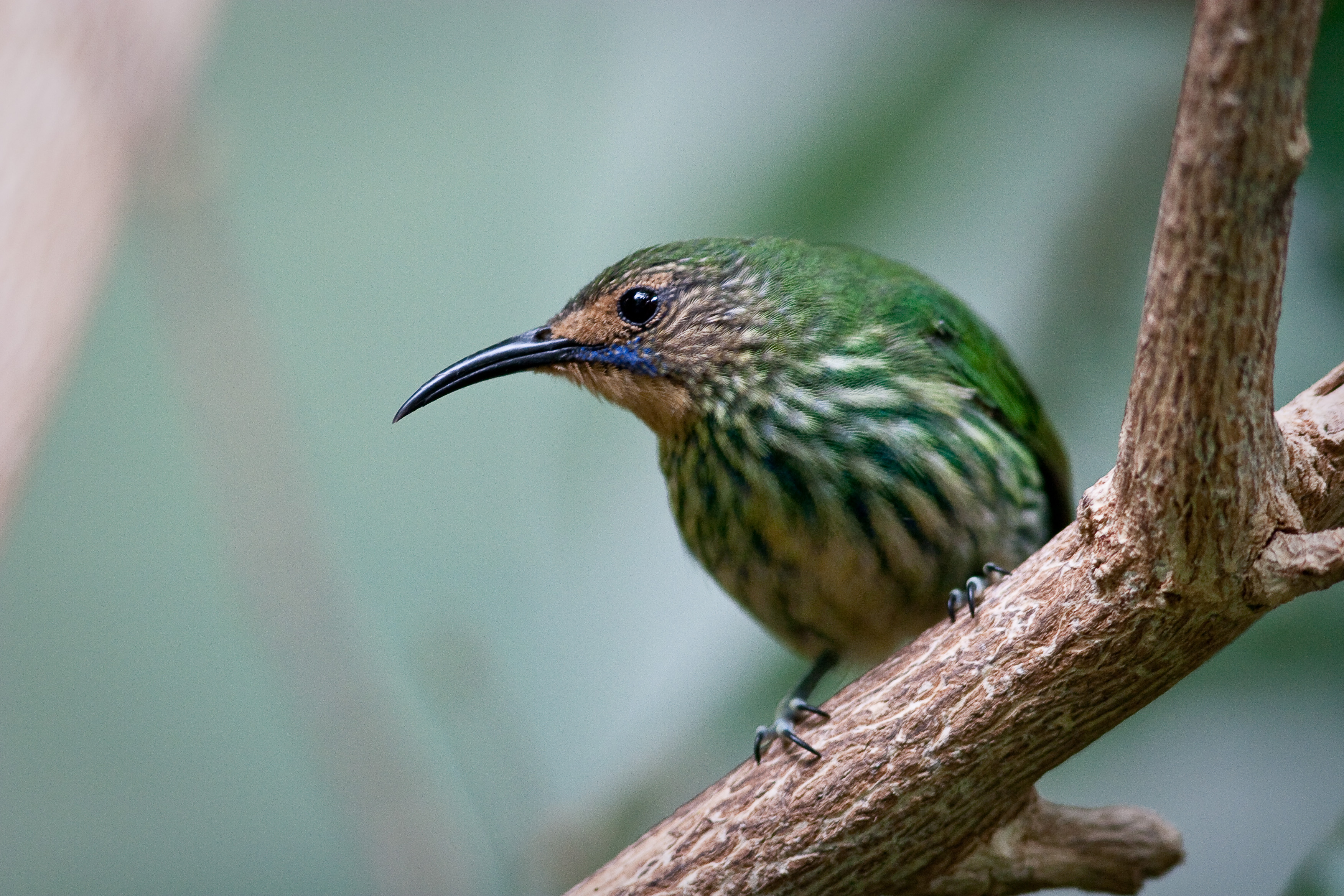
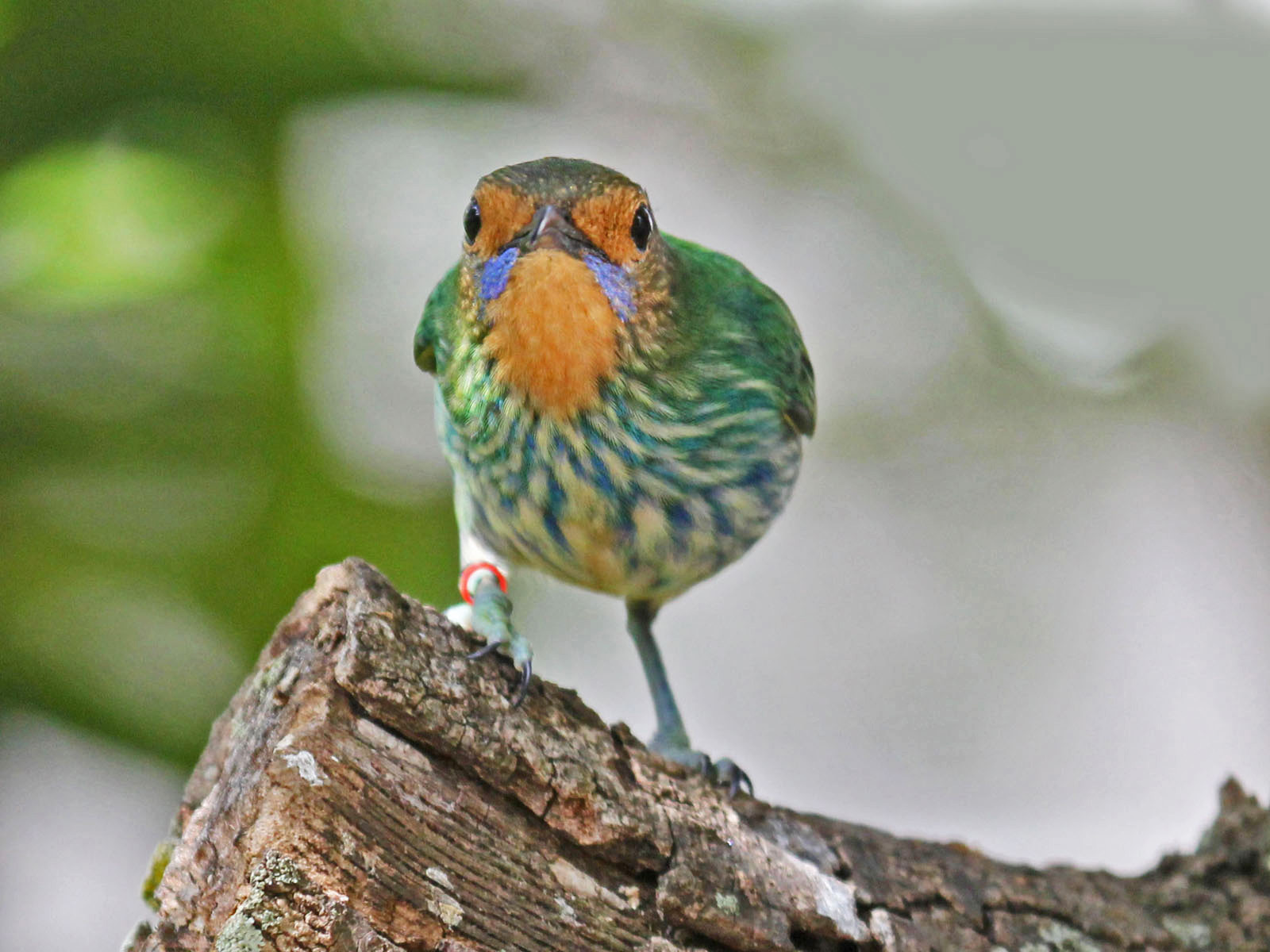